# Eremosybra flavolineatoides
Eremosybra flavolineatoides là một loài bọ cánh cứng trong họ Cerambycidae.